# Jessie Diggins
Jessica "Jessie" Diggins, född 26 augusti 1991, är en amerikansk längdåkare som tävlar i världscupen sedan 2011. Tillsammans med Kikkan Randall blev hon 2013 världsmästare i sprintstafett och 2018 olympisk mästare i samma disciplin. Diggins tog även ett individuellt VM-guld på 10 km 2023. Under säsongen 2020/2021 vann hon som första icke-europé Tour de Ski och blev den första amerikanska kvinnan att vinna den totala världscupen. Säsongen 2023/2024 upprepade hon bedriften och vann både Tour de Ski och totala världscupen för andra gången.
Diggins har deltagit i sju världsmästerskap och vunnit sex medaljer: guld i sprintstafett 2013, guld på 10 km i fristil 2023, silver på 10 km i fristil 2015, silver i individuell sprint 2017 samt två brons i sprintstafett (med Sadie Maubet Bjornsen 2017 och med Julia Kern 2023). Guldet från 2013 var USA:s första i längdåkning vid ett världsmästerskap. Diggins har även deltagit i tre olympiska spel och tagit tre medaljer: guld i sprintstafett 2018 samt silver på 30 km i fristil och brons i individuell sprint 2022. Även det olympiska guldet 2018 var USA:s första någonsin i längdåkning.

## Biografi
Diggins föddes i Woodbury nära Saint Paul och växte upp i Afton i Minnesota, där hon än idag är bosatt. Som tonåring led hon av bulimi och är idag engagerad i frågor rörande upplysning om och motverkande av ätstörningar.

### 2011–2014
Diggins världscupdebuterade den 20 februari 2011 på sprinten i Drammen där hon slutade på 46:e plats. Hon deltog vid världsmästerskapen 2011 i Oslo och uppnådde där en 28:e plats i skiathlonloppet som bästa individuella resultat.
I sin första tävling under den följande säsongen, på sprinten i Milano den 14 januari 2012, tog Diggins sina första världscuppoäng när hon slutade på 18:e plats. Dagen efter tog hon sin första pallplats i världscupen, i sin tredje världscuptävling någonsin, när hon tillsammans med Kikkan Randall slutade tvåa i sprintstafetten.
Den 7 december 2012 tog hon sin första världscupseger i en lagtävling när hon tillsammans med Randall vann sprintstafetten i Québec. Senare under säsongen, den 24 februari 2013, vid världsmästerskapen i Val di Fiemme, upprepade Diggins och Randall bedriften när de vann guld i just sprintstafett, före det svenska och det finska laget. VM-guldet var USA:s första i längdåkning någonsin.
Vid de olympiska vinterspelen 2014 som arrangerades i Sotji deltog Diggins i fyra av sex lopp och uppnådde en åttondeplats i skiathlon som bästa resultat.

### 2015–2017
Under säsongen 2015/2016 tog Diggins sin första individuella pallplats tillika seger i världscupen när hon vann den sjätte etappen av åtta i Tour de Ski, 5 km i fristil med individuell start, med en knapp sekunds marginal till tvåan Heidi Weng. I den totala sammanställningen i touren slutade Diggins på tionde plats.
Världsmästerskapen 2017 i Lahtis blev en stor framgång för Diggins som ställde upp i fem av sex lopp och tog två medaljer. På den inledande individuella sprinten, som gick av stapeln den 23 februari, tog hon silver, slagen av endast Maiken Caspersen Falla. I sprintstafetten den 26 februari blev hon bronsmedaljör tillsammans med Sadie Bjornsen efter att ha vunnit i en spurt om tredjeplatsen mot Stina Nilsson från det svenska laget. I stafetten körde Diggins den sista sträckan för det amerikanska laget som slutade på fjärde plats. Hon slutade femma på 30 km och bröt skiathlonloppet.

### 2017–2019
Säsongen 2017/2018 blev mycket framgångsrik för Diggins som med åtta pallplatser i världscupen varav två segrar uppnådde en andraplats i den totala världscupen, endast 40 poäng bakom segrande Heidi Weng. Diggins slutade dessutom trea i distanscupen, 95 poäng bakom Weng och även slagen av Ingvild Flugstad Østberg. I Tour de Ski uppnådde hon en tredjeplats i den totala sammanställningen, som även den vanns av Weng före Østberg. Under säsongens avslutande minitour i Falun slutade hon på andraplats i den totala sammanställningen bakom Marit Bjørgen efter att ha uppnått den snabbaste individuella tiden i den avslutande jaktstarten över 10 km i fristil.
I februari 2018 gjorde världscupen uppehåll för de olympiska vinterspelen i Pyeongchang, där Diggins deltog i alla sex tävlingar i längdåkning. Den 21 februari deltog hon tillsammans med Kikkan Randall i sprintstafetten och vann guld. Diggins, som körde den andra, fjärde och avslutande sträckan, tog laget till seger efter att ha hållit Sveriges Stina Nilsson och Norges Maiken Caspersen Falla bakom sig på upploppet och korsade mållinjen med en segermarginal på två tiondelar till det svenska laget. Guldet var USA:s första olympiska guld i längdåkning någonsin. I de individuella loppen uppnådde Diggins 5:e (skiathlon), 6:e (sprint i klassisk stil), 5:e (10 km i fristil), samt 7:e (30 km i klassisk stil) plats. Hon körde också den avslutande sträckan för USA i stafetten, där laget slutade på femte plats bakom Norge, Sverige, OAR och Finland.

### 2020–2021
Säsongen 2020/2021, som skulle bli Diggins dittills framgångsrikaste i karriären, inledde lite skakigt med en 24:e, 22:a respektive 15:e plats i de tre tävlingarna under minitouren i Ruka den 27–29 november. Även under säsongens andra världscuphelg i Davos den 12–13 december, där varken Norges, Sveriges eller Finlands landslag fanns på plats, nådde hon placeringar en bit utanför pallen: 13:e plats i sprint och sjunde plats på 10 km i fristil. I det individuella sprintloppet i Dresden den 19 december nådde hon final och hamnade där strax utanför pallen på en fjärdeplats. Dagen efter nådde hon ytterligare en fjärdeplats i sprintstafetten tillsammans med Sophie Caldwell Hamilton.
Under säsongens Tour de Ski 1–10 januari, där Norge inte heller fanns på plats men där väl svenska och finska åkare deltog, radade Diggins upp flera fina placeringar. På de åtta etapperna slutade hon 3:a, 3:a, 1:a, 1:a, 3:a, 9:a, 10:a och 2:a, vilket säkrade henne segern i den totala sammanställningen av Tour de Ski, cirka 1 minut 25 sekunder före Julija Stupak på andra plats och 2 minuter före Ebba Andersson på tredje plats. Hon blev därmed den första icke-europeiska åkaren att vinna touren. I och med totalsegern tilldelades hon 400 världscuppoäng vilket var tillräckligt för att ta över ledningen i den totala världscupen, en ledning som hon behöll under resten av säsongen.
Även efter touren fortsatte Diggins att uppnå framgångar i världscupen. Den 29 januari i Falun vann hon på 10 km i fristil med individuell start före Norges Therese Johaug, och blev därmed den första att besegra Johaug i ett 10-kilometerslopp med individuell start sedan 2016. Diggins tog under säsongen sammanlagt 9 pallplatser varav 4 segrar, inklusive totalsegern i Tour de Ski.
Under världsmästerskapen 2021 i Oberstdorf ställde Diggins upp i fyra tävlingar och uppnådde en fjärdeplats på 10 km i fristil som bästa individuella resultat. I stafetten körde hon den fjärde sträckan för USA:s lag och spurtade om bronset mot Finlands Krista Pärmäkoski, men fick se sig slagen med bara någon sekund. Därmed tog hon det amerikanska laget till en fjärdeplats.

## Resultat

### Världscupen

#### Individuella pallplatser
Diggins har 60 individuella pallplatser i världscupen: 21 segrar, 12 andraplatser och 27 tredjeplatser.
| Säsong  | Datum            | Plats                 | Disciplin                     | Placering |
| ------- | ---------------- | --------------------- | ----------------------------- | --------- |
| 2015/16 | 8 januari 2016   | Toblach               | 5 km individuell start (F)    | 1:a       |
| 2015/16 | 23 januari 2016  | Nové Město na Moravě  | 10 km individuell start (F)   | 3:a       |
| 2015/16 | 20 februari 2016 | Lahtis                | Sprint (F)                    | 2:a       |
| 2015/16 | 1 mars 2016      | Gatineau              | Sprint (F)                    | 3:a       |
| 2015/16 | 12 mars 2016     | Canmore               | 10 km jaktstart (K)           | 3:a       |
| 2016/17 | 3 december 2016  | Lillehammer           | 5 km individuell start (F)    | 1:a       |
| 2016/17 | 3 januari 2017   | Oberstdorf            | 5 + 5 km skiathlon            | 2:a       |
| 2016/17 | 6 januari 2017   | Toblach               | 5 km individuell start (F)    | 1:a       |
| 2017/18 | 1 januari 2018   | Lenzerheide           | 10 km jaktstart (F)           | 3:a       |
| 2017/18 | 7 januari 2018   | Val di Fiemme         | 9 km jaktstart (F), klättring | 3:a       |
| 2017/18 | 7 januari 2018   | Tour de Ski           | Slutresultat                  | 3:a       |
| 2017/18 | 28 januari 2018  | Seefeld               | 10 km masstart (F)            | 1:a       |
| 2017/18 | 7 mars 2018      | Drammen               | Sprint (K)                    | 3:a       |
| 2017/18 | 11 mars 2018     | Oslo                  | 30 km masstart (F)            | 2:a       |
| 2017/18 | 18 mars 2018     | Falun                 | 10 km jaktstart (F)           | 1:a       |
| 2017/18 | 18 mars 2018     | Världscupavslutningen | Slutresultat                  | 2:a       |
| 2018/19 | 29 december 2018 | Toblach               | Sprint (F)                    | 3:a       |
| 2018/19 | 1 januari 2019   | Val Müstair           | Sprint (F)                    | 3:a       |
| 2018/19 | 3 januari 2019   | Oberstdorf            | 10 km jaktstart (F)           | 3:a       |
| 2018/19 | 16 februari 2019 | Cogne                 | Sprint (F)                    | 1:a       |
| 2018/19 | 17 mars 2019     | Falun                 | 10 km individuell start (F)   | 3:a       |
| 2019/20 | 1 december 2019  | Ruka                  | 10 km jaktstart (F)           | 3:a       |
| 2019/20 | 7 december 2019  | Lillehammer           | 7,5 + 7,5 km skiathlon        | 2:a       |
| 2019/20 | 15 december 2019 | Davos                 | 10 km individuell start (F)   | 3:a       |
| 2019/20 | 4 januari 2020   | Val di Fiemme         | Sprint (K)                    | 3:a       |
| 2019/20 | 26 januari 2020  | Oberstdorf            | Sprint (K)                    | 3:a       |
| 2020/21 | 1 januari 2021   | Val Müstair           | Sprint (F)                    | 3:a       |
| 2020/21 | 2 januari 2021   | Val Müstair           | 10 km masstart (K)            | 3:a       |
| 2020/21 | 3 januari 2021   | Val Müstair           | 10 km jaktstart (F)           | 1:a       |
| 2020/21 | 5 januari 2021   | Toblach               | 10 km individuell start (F)   | 1:a       |
| 2020/21 | 6 januari 2021   | Toblach               | 10 km jaktstart (K)           | 3:a       |
| 2020/21 | 10 januari 2021  | Val di Fiemme         | 10 km masstart (F)            | 2:a       |
| 2020/21 | 10 januari 2021  | Tour de Ski           | Slutresultat                  | 1:a       |
| 2020/21 | 29 januari 2021  | Falun                 | 10 km individuell start (F)   | 1:a       |
| 2020/21 | 6 februari 2021  | Ulricehamn            | Sprint (F)                    | 3:a       |
| 2021/22 | 3 december 2021  | Lillehammer           | Sprint (F)                    | 2:a       |
| 2021/22 | 12 december 2021 | Davos                 | 10 km individuell start (F)   | 2:a       |
| 2021/22 | 28 december 2021 | Lenzerheide           | Sprint (F)                    | 1:a       |
| 2021/22 | 31 december 2021 | Oberstdorf            | 10 km masstart (F)            | 1:a       |
| 2021/22 | 12 mars 2022     | Falun                 | 10 km individuell start (F)   | 3:a       |
| 2022/23 | 2 december 2022  | Lillehammer           | 10 km individuell start (F)   | 1:a       |
| 2022/23 | 17 december 2022 | Davos                 | Sprint (F)                    | 2:a       |
| 2022/23 | 18 december 2022 | Davos                 | 20 km individuell start (F)   | 1:a       |
| 2022/23 | 27 januari 2023  | Les Rousses           | 10 km individuell start (F)   | 3:a       |
| 2022/23 | 3 februari 2023  | Toblach               | Sprint (F)                    | 3:a       |
| 2022/23 | 4 februari 2023  | Toblach               | 10 km individuell start (F)   | 2:a       |
| 2022/23 | 12 mars 2023     | Oslo                  | 50 km masstart (F)            | 3:a       |
| 2023/24 | 26 november 2023 | Ruka                  | 20 km masstart (F)            | 2:a       |
| 2023/24 | 2 december 2023  | Gällivare             | 10 km individuell start (F)   | 1:a       |
| 2023/24 | 10 december 2023 | Östersund             | 10 km individuell start (F)   | 1:a       |
| 2023/24 | 16 december 2023 | Trondheim             | 20 km skiathlon (F)           | 2:a       |
| 2023/24 | 31 december 2023 | Toblach               | 10 km individuell start (K)   | 3:a       |
| 2023/24 | 1 januari 2024   | Toblach               | 20 km jaktstart (F)           | 1:a       |
| 2023/24 | 3 januari 2024   | Davos                 | Sprint (F)                    | 3:a       |
| 2023/24 | 4 januari 2024   | Davos                 | 20 km jaktstart (K)           | 3:a       |
| 2023/24 | 7 januari 2024   | Tour de Ski           | Slutresultat                  | 1:a       |
| 2023/24 | 28 januari 2024  | Goms                  | 20 km masstart (F)            | 1:a       |
| 2023/24 | 9 februari 2024  | Canmore               | 15 km masstart (F)            | 1:a       |
| 2023/24 | 18 februari 2024 | Minneapolis           | 10 km individuell start (F)   | 3:a       |
| 2023/24 | 17 mars 2024     | Falun                 | 20 km masstart (F)            | 1:a       |

#### Pallplatser i lag
I lag har Diggins elva pallplatser i världscupen: två segrar, fyra andraplatser och fem tredjeplatser.
| Säsong  | Datum            | Plats                | Disciplin           | Placering | Lagkamrat(er)                   |
| ------- | ---------------- | -------------------- | ------------------- | --------- | ------------------------------- |
| 2011/12 | 15 januari 2012  | Milano               | Lagsprint (F)       | 2:a       | Kikkan Randall                  |
| 2012/13 | 25 november 2012 | Gällivare            | 4 x 5 km stafett    | 3:a       | Brooks / Randall / Stephen      |
| 2012/13 | 7 december 2012  | Québec               | Lagsprint (F)       | 1:a       | Kikkan Randall                  |
| 2013/14 | 8 december 2013  | Lillehammer          | 4 x 5 km stafett    | 3:a       | Randall / Bjornsen / Stephen    |
| 2015/16 | 6 december 2015  | Lillehammer          | 4 x 5 km stafett    | 3:a       | Brennan / Bjornsen / Stephen    |
| 2015/16 | 24 januari 2016  | Nové Město na Moravě | 4 x 5 km stafett    | 2:a       | Caldwell / Bjornsen / Stephen   |
| 2019/20 | 8 december 2019  | Lillehammer          | 4 x 5 km stafett    | 2:a       | Caldwell / Bjornsen / Brennan   |
| 2021/22 | 19 december 2021 | Dresden              | Lagsprint (F)       | 2:a       | Julia Kern                      |
| 2021/22 | 13 mars 2022     | Falun                | 4 x 5 km mixstafett | 1:a       | Brennan / Ketterson / Patterson |
| 2022/23 | 5 februari 2023  | Toblach              | 4 x 7,5 km stafett  | 3:a       | Swirbul / Brennan / Kern        |
| 2023/24 | 3 december 2023  | Gällivare            | 4 x 7,5 km stafett  | 3:a       | Brennan / Laukli / Kern         |

#### Ställning i världscupen
| Säsong  | Discipliner | Discipliner | Discipliner | Discipliner | Discipliner | Discipliner | Tourer      | Tourer      | Tourer    | Tourer |
| Säsong  | Totalt      | Totalt      | Distans     | Distans     | Sprint      | Sprint      | Nord. öppn. | Tour de Ski | VC- avsl. |        |
| Säsong  | Poäng       | Plac.       | Poäng       | Plac.       | Poäng       | Plac.       | Nord. öppn. | Tour de Ski | VC- avsl. |        |
| ------- | ----------- | ----------- | ----------- | ----------- | ----------- | ----------- | ----------- | ----------- | --------- | ------ |
| 2010/11 | 0           | –           | –           | –           | 0           | –           | –           | –           | –         |        |
| 2011/12 | 228         | 34:e        | 135         | 26:e        | 61          | 35:e        | –           | –           | 15:e      |        |
| 2012/13 | 208         | 36:e        | 105         | 34:e        | 39          | 44:e        | 24:e        | 21:a        | 26:e      |        |
| 2013/14 | 320         | 20:e        | 133         | 21:a        | 93          | 23:e        | 24:e        | 13:e        | 36:e      |        |
| 2014/15 | 287         | 22:a        | 175         | 17:e        | 112         | 19:e        | 44:e        | DNF         | i.u.      |        |
| 2015/16 | 1128        | 8:e         | 547         | 9:e         | 297         | 8:e         | 38:e        | 10:e        | 5:e       |        |
| 2016/17 | 912         | 6:e         | 432         | 7:e         | 206         | 10:e        | 8:e         | 5:e         | 16:e      |        |
| 2017/18 | 1436        | 2:a         | 723         | 3:e         | 269         | 6:e         | 12:e        | 3:e         | 2:a       |        |
| 2018/19 | 1005        | 6:e         | 468         | 6:e         | 301         | 7:e         | 13:e        | 6:e         | 14:e      |        |
| 2019/20 | 1078        | 6:e         | 534         | 8:e         | 218         | 11:e        | 5:e         | 9:e         | i.u.      |        |
| 2020/21 | 1347        | 1:a         | 653         | 1:a         | 262         | 4:e         | 15:e        | 1:a         | i.u.      |        |
| 2021/22 | 793         | 2:a         | 314         | 9:e         | 351         | 4:e         | i.u.        | 8:e         | i.u.      |        |
| 2022/23 | 1 867       | 2:a         | 1 086       | 2:a         | 601         | 11:e        | i.u.        | 11:e        | i.u.      |        |

### Olympiska spel
| Tävling          | 10 km | Skiathlon | 30 km  | Sprint | Stafett | Lagsprint |
| ---------------- | ----- | --------- | ------ | ------ | ------- | --------- |
| Sotji 2014       | —     | 8:e       | 40:e   | 12:e   | 9:e     | —         |
| Pyeongchang 2018 | 5:e   | 5:e       | 7:e    | 6:e    | 5:e     | Guld      |
| Peking 2022      | 8:e   | 6:e       | Silver | Brons  | 6:e     | 5:e       |

### Världsmästerskap
| Tävling            | 10 km  | Skiathlon | 30 km | Sprint | Stafett | Lagsprint |
| ------------------ | ------ | --------- | ----- | ------ | ------- | --------- |
| Oslo 2011          | —      | 28:e      | —     | 29:e   | 9:e     | —         |
| Val di Fiemme 2013 | 23:e   | —         | DNF   | —      | 4:e     | Guld      |
| Falun 2015         | Silver | —         | DNF   | —      | 4:e     | 8:e       |
| Lahti 2017         | —      | DNF       | 5:e   | Silver | 4:e     | Brons     |
| Seefeld 2019       | 25:e   | —         | 4:e   | 8:e    | 5:e     | 5:e       |
| Oberstdorf 2021    | 4:e    | 15:e      | —     | 24:e   | 4:e     | —         |
| Planica 2023       | Guld   | —         | —     | 21:a   | 5:e     | Brons     |